# Erasme Louis Surlet de Chokier

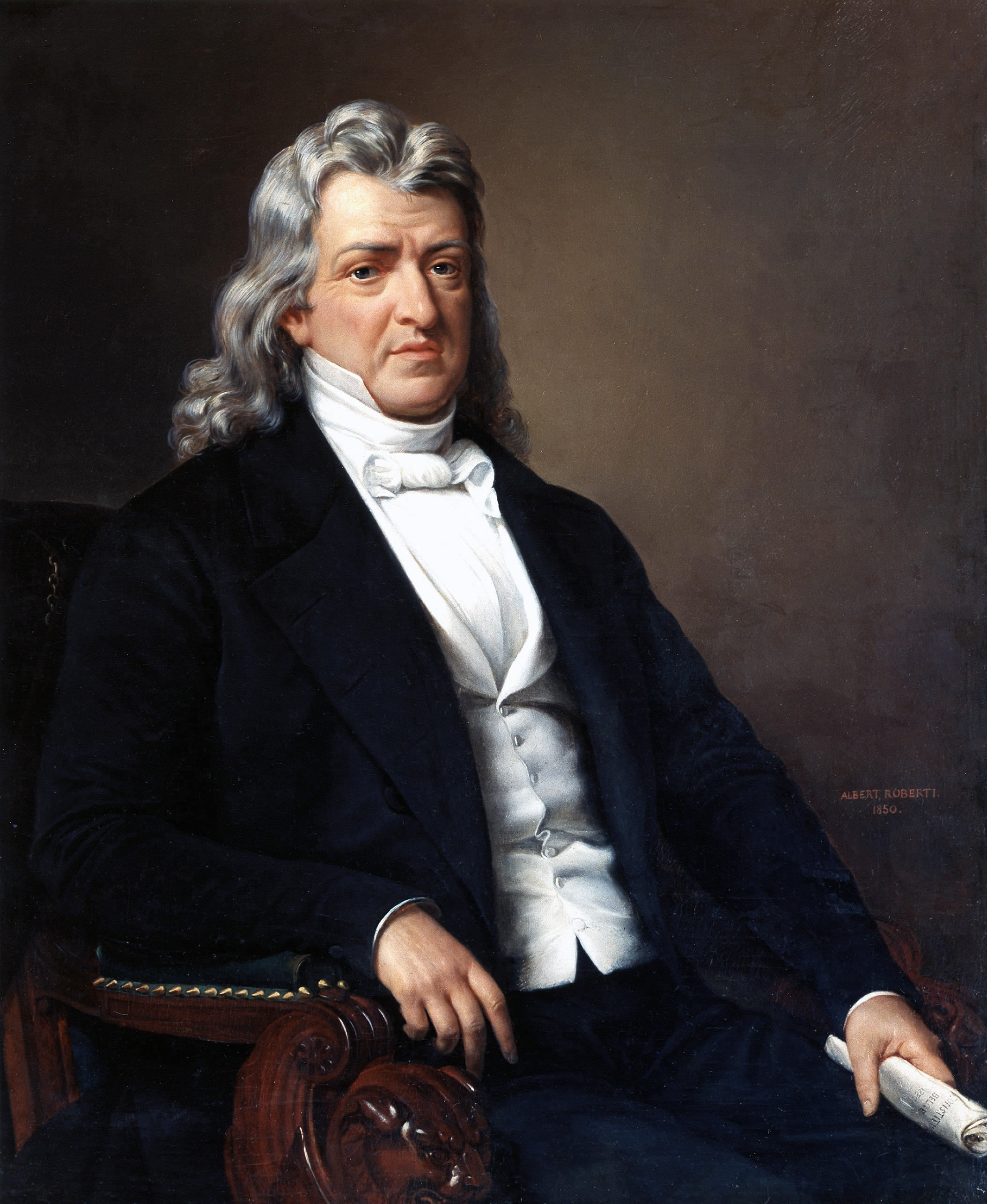
Surlet de Chokier (um 1830)

Erasme Louis Surlet de Chokier (* 1769 in Gingelom, Hochstift Lüttich; † 7. August 1839 ebenda) war ein belgischer Politiker und erster Regent von Belgien.

## Leben und Wirken
In der Lütticher Revolution vom 18. August 1789 gehörte Surlet de Chokier zum Lager der Patrioten, die unter dem Einfluss der Französischen Revolution in das Lütticher Regierungsgebäude eindrangen und den Fürstbischof zur Flucht zwangen. Als die Miliz 1790 durch österreichische Truppen in Scharmützeln zerrieben wurde, floh er nach Breda. 1792 kehrte er in seinen Heimatort Gingelom zurück.
Nachdem die Österreichischen Niederlande 1795 von Frankreich annektiert worden waren, wurde er ein überzeugter Anhänger erst der Französischen Revolution, dann Napoleons. 1800 wurde er, 31-jährig, zum Bürgermeister von Gingelom und zum Mitglied des Departements- und des Arrondissementsrats gewählt. 1812 wurde er Mitglied der französischen Nationalversammlung.
Als nach der Niederlage Napoleons in der Schlacht von Waterloo das heutige Belgien auf dem Wiener Kongress (1815) dem Vereinigten Königreich der Niederlande angeschlossen wurde, wurde er Abgeordneter der zweiten Kammer der Generalstaaten und Führer der südlichen Opposition. 1816 wurde er als Baron in den niederländischen Adel aufgenommen. Aufgrund seiner kritischen und scharfzüngigen Art wurde er im Parlament Surlet de Choquant (Surlet der Ärgerliche) genannt. König Willem I. sorgte persönlich dafür, dass er 1828 nicht mehr in die zweite Kammer gewählt wurde.
1830 wurde im Zuge der Belgischen Revolution die Unabhängigkeit ausgerufen und die vorläufige Regierung schrieb Wahlen aus, in denen Surlet als Abgeordneter des Arrondissements Hasselt in den Nationalkongress gewählt und dort Parlamentspräsident wurde. Unter seiner Leitung wurde die belgische Verfassung erarbeitet.
Nach der Ablehnung der belgischen Krone durch den französischen König Ludwig Philipp für seinen Sohn, wurde Surlet am 24. Februar 1831 vom Kongress zum Regenten ernannt und damit erster Staatschef Belgiens. Dieses Amt hatte er bis zur Vereidigung König Leopolds I. am 21. Juli 1831 inne.